# 黛安娜·马西森
黛安娜·马斐森（英語：Diana Matheson，1984年4月6日—），加拿大退役女子足球运动员。她曾代表加拿大国家队参加2008年、2012年和2016年夏季奥林匹克运动会足球比赛，分別获得铜牌。